# جیل یاپس یاپو
جیل یاپس یاپو (انگلیسی: Gilles Yapi Yapo؛ زادهٔ ۳۰ ژانویهٔ ۱۹۸۲) یک بازیکن فوتبال اهل ساحل عاج است.
وی همچنین در تیم‌های ملی فوتبال ساحل عاج ساحل عاج بازی کرده‌است.